# Arthrodira
Los artrodiros (Arthrodira) (gr. «cuello articulado») son un orden de peces acorazados extintos perteneciente a la clase de los placodermos, la cual predominó en el período Devónico y se extinguió a finales de este, sobreviviendo alrededor de 50 millones de años y habitando en muchos nichos ecológicos marinos.
Los artrodiros, tenían una armadura que rodeaba el cuerpo y la cabeza. Se distinguen de otros órdenes de placodermos por su articulación entre el cuello y el cuerpo. La boca les permitía una gran apertura. Carecían de dientes distintos, como todos los placodermos, utilizaron los bordes de unas placas óseas afiladas para cortar a sus presas. Las cuencas oculares estaban protegidas por un anillo óseo, una característica compartida por las aves y algunos ictiosaurios. Artrodiros primitivos, tales como el género Arctolepis, eran peces con diseños aplanados. El mayor miembro de este grupo, Dunkleosteus, fue un verdadero superdepredador del período Devónico Superior alcanzando entre 6 y 9 metros. En contraste, el Rolfosteus de nariz larga mide solo 15 cm.
Hay una idea falsa común que los artrodiros (junto con todos los otros placodermos) fueron lentos habitantes de los fondos que fueron excluidos por peces más avanzados. Sin embargo durante su reinado los artrodiros fueron uno de los órdenes de peces más diversos y numéricamente más exitosos. A pesar de su éxito, los artrodiros fueron uno de los muchos grupos eliminados por las catástrofes ambientales de la extinción del Devónico superior, permitiendo que otros peces, como los tiburones se diversificaran en los nichos ecológicos vacantes durante el período Carbonífero.